# 기요스시
기요스시(일본어: 清須市)는 일본 아이치현 서부(옛 오와리국)에 있는 도시이다. 2009년 10월 1일에 하루히정을 편입했다.

## 지리
센고쿠 시대에 오다 노부나가의 본거지가 된 도시로 유명하다. 지형은 비교적 평탄하고 쇼나이강 하류에 있어 대부분의 지역이 해발 10m 미만이기 때문에 2000년의 도카이 호우 때는 시내 각처에서 다수의 침수 피해가 생겼다.

## 인접하는 자치체
- 나고야시(니시구, 나카무라구)
- 이나자와시
- 이치노미야시
- 기타나고야시
- 아마군 지모쿠지정

## 역사
역사적으로 도쿠가와 이에야스에 의해 기요스성의 조카마치(성시)가 통째로 나고야로 이전할 때까지 오와리국의 국부로 도카이의 거진으로 칭해졌으며 오다 노부나가의 젊은 시절 근거지이자, 아즈치모모야마 시대에 후쿠시마 마사노리가 성주인 성시였던 등 유서가 깊다. 또 에도 시대 이후에는 미노 가도의 역참 마을 기요스주쿠와 시장인 비와지마시가 존재했다.
- 2005년 7월 7일 - 니시카스가이군 니시비와지마정, 기요스정, 신카와정이 합병하면서 시로 승격해 기요스시가 되었다.
- 2009년 10월 1일 - 하루히정을 편입했다.

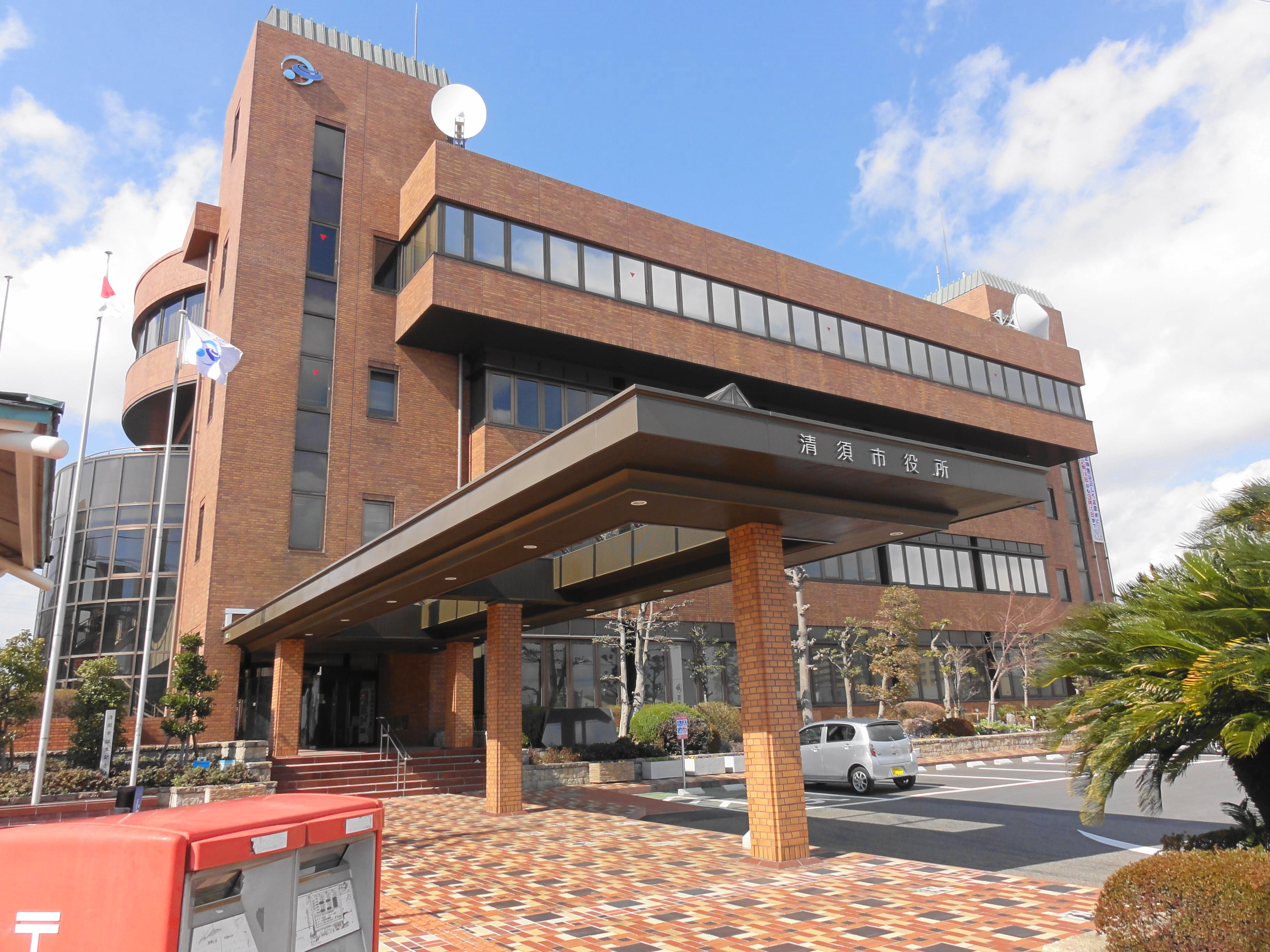
기요스시청

## 교통

### 철도
- 도카이 여객철도
  - 도카이도 본선
- 나고야 철도
  - 나고야 본선
  - 이누야마선
  - 쓰시마선
- 도카이 교통사업
  - 조호쿠선

### 도로
- 히가시메이한 자동차도
- 나고야 고속도로
- 국도 제22호선
- 국도 제302호선

## 인구
| 연도 | 인구   | ±%     |
| ---- | ------ | ------ |
| 1950 | 36,294 | —      |
| 1960 | 46,433 | +27.9% |
| 1970 | 59,752 | +28.7% |
| 1980 | 61,138 | +2.3%  |
| 1990 | 61,578 | +0.7%  |
| 2000 | 63,009 | +2.3%  |
| 2010 | 65,864 | +4.5%  |